# Xalets Gori
Els Xalets Gori són una obra modernista d'Olesa de Montserrat (Baix Llobregat) protegida com a Bé Cultural d'Interès Local.

## Descripció
Es tracta d'una sèrie de xalets unifamiliars construïts com a annex a l'hotel Gori, dins dels que havien estat els jardins de l'hotel. Es tracta d'una edificació amb un cos allargassat de planta rectangular, d'un sol pis. L'element de més interès és la façana, en la qual destaquen les decoracions de formes ondulades en les petites motllures de les obertures, amb decoració de motius vegetals tant a llindes com en ampits. L'edifici està coronat per una cornisa sostinguda amb mènsules i mur massís al damunt, amb gerros a les cantonades de l'edifici. Davant la façana hi ha un pas elevat amb graons que salva el desnivell del terreny, amb una barana de pedra amb pilastres i barana de medallons amb motius florals com els de les finestres de la façana. En un dels extrems, es conserva una part de la tanca de l'antic recinte de l'hotel Gori amb pilastres decorades i reixa de fosa.

## Història
La construcció del balneari de la Puda a Esparraguera, a prop d'Olesa de Montserrat, va portar molta afluència de persones. A Olesa es va edificar l'hotel Gori, que fou inaugurat el 31 de maig de 1899 per donar cabuda a gent que volia prendre les aigües al balneari de la Puda però que no tenia allotjament allí mateix. També es van construir xalets unifamiliars ubicats en el passeig d'entrada a l'hotel. Les instal·lacions van deixar de funcionar l'any 1931 i els xalets van esdevenir seu de la Creu Roja. Actualment estan destinats a usos diversos: associacions de voluntaris i escola d'arts i oficis des de 1960. L'any 2010 una escola taller es va encarregar de fer la restauració d'alguns elements de la façana.